# Calbenzano
Calbenzano, anche detto terra del silenzio, è una frazione del comune di Subbiano, in provincia di Arezzo.

## Storia
Si fanno risalire le origini di questa frazione all'anno 1000, quando Subbiano era in possesso del vescovo di Arezzo.